# ジェームス・アームストロング

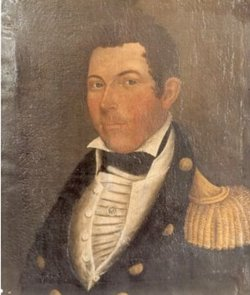
ジェームス・アームストロング。

ジェームス・アームストロング（James Armstrong、1794年1月17日 - 1868年8月25日）は、アメリカ合衆国の海軍軍人。東インド艦隊司令官。最終階級は海軍代将。

## 経歴
1794年1月17日、ケンタッキー州シェルビービルに生まれる。1809年に士官候補生として海軍に入り、帆走戦闘スループ・フロリック（USS Frolic）勤務となる。米英戦争中の1814年、フロリックはキューバ沖で2隻の英海軍軍艦に遭遇し、優勢な敵から逃走するために砲や碇を投棄したが、結局拿捕された。
アームストロングは1841年に大佐に昇進している。
1855年から1858年にかけて蒸気スクリューフリゲート・サン・ジャシント（USS San Jacinto、艦長は後に東インド艦隊/アジア艦隊の司令官となるヘンリー・ベル）を旗艦として東インド艦隊司令官を務めた。
アームストロングが赴任する際、1856年4月2日にペナンで初代駐日公使となるタウンゼント・ハリスを乗艦させた。途中で、タイ王国との外交交渉、また故障のため香港に2ヶ月近く停泊するなどして、8月21日に日本に到着した。
1856年末にアロー戦争が始まると、居留民保護のため、戦闘スループ・ポーツマス（USS Portsmouth）およびレバント（USS Levant）から広東に150人の海兵隊および水兵を上陸させた。続いて、アームストロングのサン・ジャシントが到着し、同じく陸兵を上陸させた。何れの場合も上陸に際して戦闘は起こらなかった。その後も軍事衝突は無かったため、陸兵は引き上げることにしたが、11月15日、引き上げ中のボートに対して清の要塞が発砲、米国も反撃したため珠江要塞の戦いが勃発した。清の要塞は米国軍艦からの砲撃で約2時間で沈黙し、停戦交渉が開始されたが決裂、20日にアームストロングは再び攻撃命令を発した。26日に戦闘は米国の勝利で終決した。その後、両国間で外交交渉が行われ、米国は中立を維持することとなった。珠江要塞の戦いの後、アームストロングの体調は悪化し、米国に戻った。
南北戦争勃発時、アームストロングはフロリダのペンサコーラ海軍工廠長（代理）であったが、1861年1月12日、戦うこと無く南軍に降伏した。この行為は後に軍事法廷で裁かれることになる。幾人かの歴史家によると、アームストロングの部下士官の75%は分離賛成派だったと言う（フロリダは2月に南軍に参加）。
1866年代将に昇進。1868年8月25日、マサチューセッツ州のチャールズタウンで死亡。